# Motörhead (live)
Motörhead è una canzone dell'omonimo gruppo inglese.
È stato pubblicato come singolo nel 1981 in vinile 7" e per quanto riguarda le classifiche, è andato molto meglio della versione originale.
La title track fa parte del fortunato e ormai leggendario album live No Sleep 'til Hammersmith, che venne registrato durante il tour "The Short, Sharp, Pain In The Neck Tour" dei Motörhead, dal 27 al 30 marzo 1981.
Il 9 luglio 1981 la band si esibì nel popolare show della BBC Top of the Pops, per supportare l'uscita del singolo.
Motörhead (live) è inoltre apparsa in molte raccolte non ufficiali della band, come "All the Aces" del 1993 e "Golden Years - The Alternate Versions" del 1999
Il singolo raggiunse la posizione numero 6 nelle classifiche inglesi.

## Tracce
1. Motörhead (Kilmister)
2. Over the Top (Kilmister, Clarke, Taylor)

## Formazione
- Lemmy Kilmister - basso, voce
- "Fast" Eddie Clarke - chitarra
- Phil "Philty Animal" Taylor - batteria